# Frank Thomas
Frank Thomas (Santa Monica, 5 settembre 1912 – La Cañada Flintridge, 8 settembre 2004) è stato un animatore e fumettista statunitense.

## Biografia
Entrato nella Disney nel 1934, Frank Thomas era uno dei "Nine Old Men", un nome scherzoso con cui Walt Disney si riferiva ai suoi principali animatori riprendendo il nomignolo dato da Roosevelt alla Corte suprema. Attivo sia come autore sia come animatore, ha prodotto alcune fra le più memorabili sequenze dei film d'animazione di casa Disney.
Sue erano le scene in cui Lilli e il Vagabondo si ritrovano a mangiare lo stesso spaghetto, la lezione di pattinaggio sul ghiaccio data da Tamburino a Bambi e i pinguini danzanti in Mary Poppins.
Tra i personaggi da lui ideati, si annoverano Capitan Uncino in Le avventure di Peter Pan, Pinocchio, la matrigna di Cenerentola e la Regina di Cuori di Alice nel Paese delle Meraviglie. Ha insegnato alla CalArts e fra i suoi allievi ci sono stati John Lasseter e Brad Bird.
Nel 1978 ha lasciato la Disney per poi scrivere assieme ad Ollie Johnston (un altro dei "Nine Old Men") diversi saggi sull'animazione tra cui Disney Animation: The Illusion Of Life e Too Funny For Words.
Fanklin Thomas scomparve tre giorni dopo il suo novantaduesimo compleanno a La Cañada Flintridge, mentre la moglie Jeanette Thomas gli sopravvive sino al 29 settembre 2012 quando muore a 91 anni.

## Altre pubblicazioni
- The Disney Villain
- Walt Disney's Bambi: The Sketchbook Series
- Walt Disney's Peter Pan: The Sketchbook Series